# Іфеома Іхеначо
Іфеома Іхеначо (англ. Ifeoma Iheanacho; нар. 2 січня 1988) —  нігерійська борчиня вільного стилю, дворазова бронзова призерка чемпіонатів світу, триразова чемпіонка Африки, чемпіонка Співдружності, бронзова призерка Ігор Співдружності.

## Біографія
Боротьбою почала займатися з 2004 року. Тренується під керівництвом чемпіона світу та Олімпійських ігор Даніеля Ігалі.

## Спортивні результати на міжнародних змаганнях

### Виступи на Чемпіонатах світу
| Змагання                        | Збірна  | Вагова категорія          | Місце  |
| ------------------------------- | ------- | ------------------------- | ------ |
| Чемпіонат світу з боротьби 2009 | Нігерія | жіноча боротьба, до 67 кг | Бронза |
| Чемпіонат світу з боротьби 2010 | Нігерія | жіноча боротьба, до 67 кг | Бронза |

### Виступи на Чемпіонатах Африки
| Змагання                         | Збірна  | Вагова категорія          | Місце  |
| -------------------------------- | ------- | ------------------------- | ------ |
| Чемпіонат Африки з боротьби 2008 | Нігерія | жіноча боротьба, до 67 кг | Золото |
| Чемпіонат Африки з боротьби 2010 | Нігерія | жіноча боротьба, до 67 кг | Золото |
| Чемпіонат Африки з боротьби 2012 | Нігерія | жіноча боротьба, до 67 кг | Золото |
| Чемпіонат Африки з боротьби 2013 | Нігерія | жіноча боротьба, до 67 кг | Бронза |
| Чемпіонат Африки з боротьби 2014 | Нігерія | жіноча боротьба, до 69 кг | Бронза |

### Виступи на Чемпіонатах Співдружності
| Змагання                                | Збірна  | Вагова категорія          | Місце  |
| --------------------------------------- | ------- | ------------------------- | ------ |
| Чемпіонат Співдружності з боротьби 2013 | Нігерія | жіноча боротьба, до 67 кг | Золото |

### Виступи на Іграх Співдружності
| Змагання                | Збірна  | Вагова категорія          | Місце  |
| ----------------------- | ------- | ------------------------- | ------ |
| Ігри Співдружності 2010 | Нігерія | жіноча боротьба, до 67 кг | Бронза |

### Виступи на інших змаганнях
| Змагання                 | Збірна  | Вагова категорія          | Місце  |
| ------------------------ | ------- | ------------------------- | ------ |
| Гран-прі «Харі Рам» 2012 | Нігерія | жіноча боротьба, до 67 кг | Бронза |